# کاسکینا
کاسکینا (به ایتالیایی: Cascina) یک کومونه در ایتالیا است که در استان پیزا واقع شده‌است.

## خصوصیات
کاسکینا ۷۹٫۲ کیلومترمربع مساحت و ۴۴٬۱۳۳ نفر جمعیت دارد و ۸ متر بالاتر از سطح دریا واقع شده‌است.

## خواهرخوانده
شهرهای زبنیتس و Saliès خواهرخوانده‌های کاسکینا هستند.